# Samuel Blais
Samuel „Sammy” Blais (ur. 17 czerwca 1996 w Montmagny, Quebec) – hokeista kanadyjski, gracz ligi NHL.

## Kariera klubowa
- Victoriaville Tigres (2013 – 13.11.2015)
- St. Louis Blues (13.11.2015 – nadal)
  -  Charlottetown Islanders (2015 – 2016)
  -  Chicago Wolves (2016 – 2017)
  -  San Antonio Rampage (2017 – 2019)

## Sukcesy
Klubowe
- Puchar Stanleya z zespołem St. Louis Blues w sezonie 2018-2019